# Alfredo Piffer
Alfredo Piffer (fl. XX secolo) è stato un calciatore italiano, di ruolo centrocampista.

## Carriera
Dopo aver militato nel Trento, debutta in Serie B con la Monfalconese C.N.T. nella stagione 1929-1930, disputando tre campionati cadetti per un totale di 63 presenze e 6 reti.
Lascia la Monfalconese nel 1932.